# Apricoxib
Apricoxib là một loại thuốc chống ung thư trong quá trình thử nghiệm. Đây là một chất ức chế COX-2 nhằm cải thiện đáp ứng trị liệu tiêu chuẩn trong các mô hình xác định phân tử ung thư tuyến tụy. Việc phát triển đã bị bỏ rơi vào năm 2015 do kết quả thử nghiệm lâm sàng kém.